# Пилипы (Барский район)
Пилипы (укр. Пилипи) — село на Украине, находится в Барском районе Винницкой области.
Код КОАТУУ — 0520281612. Население по переписи 2001 года составляет 101 человек. Почтовый индекс — 23043. Телефонный код — 4341. Занимает площадь 5,5 км².

## Адрес местного совета
23025, Винницкая область, Барский р-н, с.Журавлевка